# اوترش
اوترش (به فرانسوی: Autrèche) یک کمون در فرانسه است که در اندر-ا-لوآر واقع شده‌است. اوترش ۲۰٫۷۲ کیلومتر مربع مساحت دارد.